# Aspidolopha
Aspidolopha es un género de  coleóptero de la familia Chrysomelidae.

## Especies
Las especies de este género son:
- Aspidolopha bacoboensis Medvedev, 1988
- Aspidolopha centromaculata Medvedev, 1988
- Aspidolopha dembickyi Medvedev, 2003
- Aspidolopha erberi Medvedev, 2005
- Aspidolopha himalayensis Medvedev, 1988
- Aspidolopha lesagei Takizawa, 1987
- Aspidolopha medogensis Tan, 1988
- Aspidolopha nobilis Medvedev, 1988
- Aspidolopha pseudospilota Medvedev, 1988
- Aspidolopha pseudothoracica Medvedev, 1992